# 1510-е

## Догађаји и трендови
- 1517. — турски султан Селим II је освојио Египат.